# The Hot Zone
The Hot Zone, ou Zone rouge : La menace Ebola au Québec, est une série dramatique américaine, basée sur le livre du même nom de Richard Preston paru en 1994. Six épisodes diffusés du 27 au 29 mai 2019 sur National Geographic sont inspirés d'événements s'étant déroulés à la fin des années 1980 aux États-Unis.
Au Québec, la série est disponible depuis le 20 août 2020 sur ICI TOU.TV, puis diffusée à partir du 12 septembre 2020 sur ICI Radio-Canada Télé.
En France la série est sortie en 2019 sur National Geographic France puis disponible à partir du 15 décembre 2020 sur Salto, puis diffusée sur la chaîne de la TNT TF1 Séries Films à partir du 22 août 2021.

## Synopsis
La série se déroule en grande partie en 1989 et suit la scientifique de l'armée américaine Nancy Jaax, qui est confrontée à la possibilité d'une épidémie potentiellement mortelle d'Ebola. Jaax, une pathologiste vétérinaire, identifie pour la première fois l'ébolavirus après son apparition chez des singes dans une installation abritant des primates en quarantaine dans la banlieue de Washington.
La saison 2 évoque la maladie du charbon, se déroulant après les attentats du 11 septembre 2001 aux États-Unis.

## Distribution

### Saison 1

#### Acteurs principaux
- Julianna Margulies (VF : Hélène Chanson) : colonel Nancy Jaax (vétérinaire de l'armée)
- Noah Emmerich (VF : Michel Dodane) : colonel Jerry Jaax (vétérinaire de l'armée et mari de Nancy Jaax)
- Liam Cunningham (VF : Jean-Louis Faure) : Wade Carter
- Topher Grace (VF : Cédric Dumond) : Dr Peter Jahrling (virologue)
- James D'Arcy (VF : Thomas Roditi) : Trevor Rhodes

#### Acteurs récurrents
- Paul James (VF : Jean-Baptiste Anoumon) : Ben Gellis
- Nick Searcy (VF : Patrick Raynal) : Frank Mays
- Robert Wisdom (VF : Thierry Desroses) : colonel Vernon Tucker
- Robert Sean Leonard (VF : Pierre Tessier) : Walter Humboldt
- Grace Gummer (VF : Christèle Billault) : Melinda Rhodes
- Mike Taylor (VF : Benjamin Bollen) : Wichita
- Lenny Platt (en) (VF : Hervé Rey) : capitaine Kyle Ormond[6]
- Aiden Glenn (VF : Enzo Ratsito) : Jason Jaxx
- Milton Barnes (VF : Antoine Fleury) : sergent Ericson
- Anna Pniowsky (VF : Emmylou Homs) : Jaime Jaxx
- Mark Kelly (VF : Eric Peter) : Bruce Domanski

### Saison 2

#### Acteurs principaux
- Tony Goldwyn (VF : Jean-Pierre Michaël) : Bruce Edwards Ivins, microbiologiste
- Daniel Dae Kim (VF : Cédric Dumond) : Matthew Ryker, agent du FBI
- Harry Hamlin (VF : Philippe Vincent) : Tom Brokaw, présentateur sur NBC Nightly News
- Dylan Baker (VF : Pierre Tessier) : Ed Copak, agent du FBI

| - Ian Colletti (VF : Benjamin Boyer) : Chris Moore - Dawn Olivieri : Dani Toretti - Denyce Lawton : Sheila Willis - Morgan Kelly : Eric Sykes - Raven Dauda (VF : Jocelyn Mbembo) : Dre Halstrom | - Lisa Ryder (VF : Micky Sébastian) : Dre Marci Layton - Enrico Colantoni (VF : Vincent Ropion) : Rudy Giuliani |

Version française
- Société de doublage : Nice Fellow (saison 1), Dubbing Brothers (saison 2)
- Direction artistique : Marjorie Frantz (saison 2)
- Adaptation des dialogues : Cynthia Perin

 Source et légende : version française (VF) sur RS Doublageet Doublage Séries Database

## Production
The Hot Zone avait déjà failli être adapté dès 1994. Le projet devait être une production 20th Century Fox, réalisée par Ridley Scott, écrite par James V. Hart, avec Robert Redford et Jodie Foster. Le projet s'enlisa dans les retards et de nombreuses divergences scénaristiques entre l'équipe technique et le studio. D'autant que le long-métrage souffrait de la concurrence : Arnold Kopelson pour Warner Bros. développa en même temps son projet de film portant sur une pandémie virale, Alerte !, qui lui est rapidement tourné. The Hot Zone fut finalement annulé  par la Fox en août 1994 après 45 millions de dollars dépensés en pré-production.
Le 18 avril 2018, il est annoncé que National Geographic commande la série à la production. Les producteurs exécutifs doivent inclure Lynda Obst, Kelly Souders, Brian Peterson, Jeff Vintar et Ridley Scott. Les sociétés de production impliquées dans la série doivent se composer de Fox 21 Television Studios, Scott Free Productions et Lynda Obst Productions,,.
Le 9 août 2018, il est annoncé que Kelly Souders et Brian Wayne Peterson rejoignent la série en tant que show runners, producteurs exécutifs et écrivains,.
Le 8 février 2019, il est annoncé que la série serait diffusée le 27 mai 2019.

### Casting
Le 25 juillet 2018, il est annoncé lors de la tournée de presse estivale annuelle de la Television Critics Association que Julianna Margulies interprétera le rôle principal de la série.
Le 13 septembre 2018, il annoncé que Noah Emmerich, Liam Cunningham, Topher Grace, Paul James, Nick Searcy, Robert Wisdom et Robert Sean Leonard rejoignent le casting dans des rôles principaux et que James D'Arcy sera invité.
Le 6 décembre 2018, il a été annoncé que Grace Gummer apparaîtra à titre récurrent.

### Tournage
Le tournage principal de la série a eu lieu du 13 septembre au 16 novembre 2018 à Toronto et devait également se dérouler en Afrique du Sud,.
Le tournage extérieur des quais de chargement arrière du «laboratoire des singes» a eu lieu à l'usine Life Savers, maintenant fermée, située au 100, avenue Cumberland, Hamilton, ON L8M 1Z1. Les quais de chargement peuvent être vus de la rue Burris ainsi que des maisons en plans inversés.
Des plans extérieurs et intérieurs de la Station de banlieue ont eu lieu à la gare historique du Canadien National de Hamilton, 360, rue James Nord, Hamilton, ON L8L 1H4. Le site est actuellement un lieu de mariage.

## Épisodes

### Première saison (2019)
La première saison est composée de six épisodes.
1. Arrivée (Arrival)
2. Cellule H (Cell H)
3. Charlie Foxtrot (Charlie Foxtrot)
4. Expansible (Expendable)
5. Quarantaine (Quarantine)
6. Dissimulation (Hidden)

### Deuxième saison (2021)
La deuxième saison est composée de six épisodes.
1. Opération Noble Eagle (Noble Eagle)
2. Spirale infernale (Hell's Chimney)
3. Ni la pluie, ni la neige... (Neither Rain Nor Sleet...)
4. Kappa Kappa Gamma (Dream Boldly, Live Fully)
5. Stentor Roeselli (Stentor Roeselii)
6. RMR-1029 (RMR–1029)

## Parution
Le 20 décembre 2018, un teaser de la série est publié mettant en vedette Julianna Margulies dans le rôle de la Dr Nancy Jaax.
Le 8 février 2019, une bande-annonce de la série diffusée.

## Going viral
Going Viral est un documentaire d'une heure, compagnon de la minisérie, diffusé en 2019.
Le 8 février 2019, il a été annoncé que National Geographic avait mis en lumière un film documentaire d'accompagnement pour une première aux côtés de la série en mai 2019. Le film doit être produit par Betsy Forhan et présenter des interviews d'entre autre Richard Preston, des Drs Nahid Bhadelia, Anthony S. Fauci, Pardis Sabeti et Ian Crozier. La société de production impliquée dans le film devait être National Geographic Studios.

## Accueil
Rotten Tomatoes a donné une note d'approbation de 85%, basée sur 20 avis. Son consensus critique se lit comme suit : « Une dramatisation génératrice d'anxiété des événements du monde réel, The Hot Zone agit comme un rappel qui donne à réfléchir sur à quel point une maladie peut être mortelle. »
Sur Metacritic, la saison avait un score de 69 sur 100, basé sur 12 critiques, indiquant des « critiques généralement favorables. »